# 孟德尔陨击坑
孟德尔陨击坑（Mendel）是火星埃里达尼亚区的一座撞击坑，其中心坐标位于南纬58.8度、东经161.3度处，直径约78.6公里，该特征取名自遗传学之父，奥地利科学家格雷戈尔·约翰·孟德尔（1822年-1884年），1973年被国际天文联合会行星系统命名工作组批准接受。

## 位置

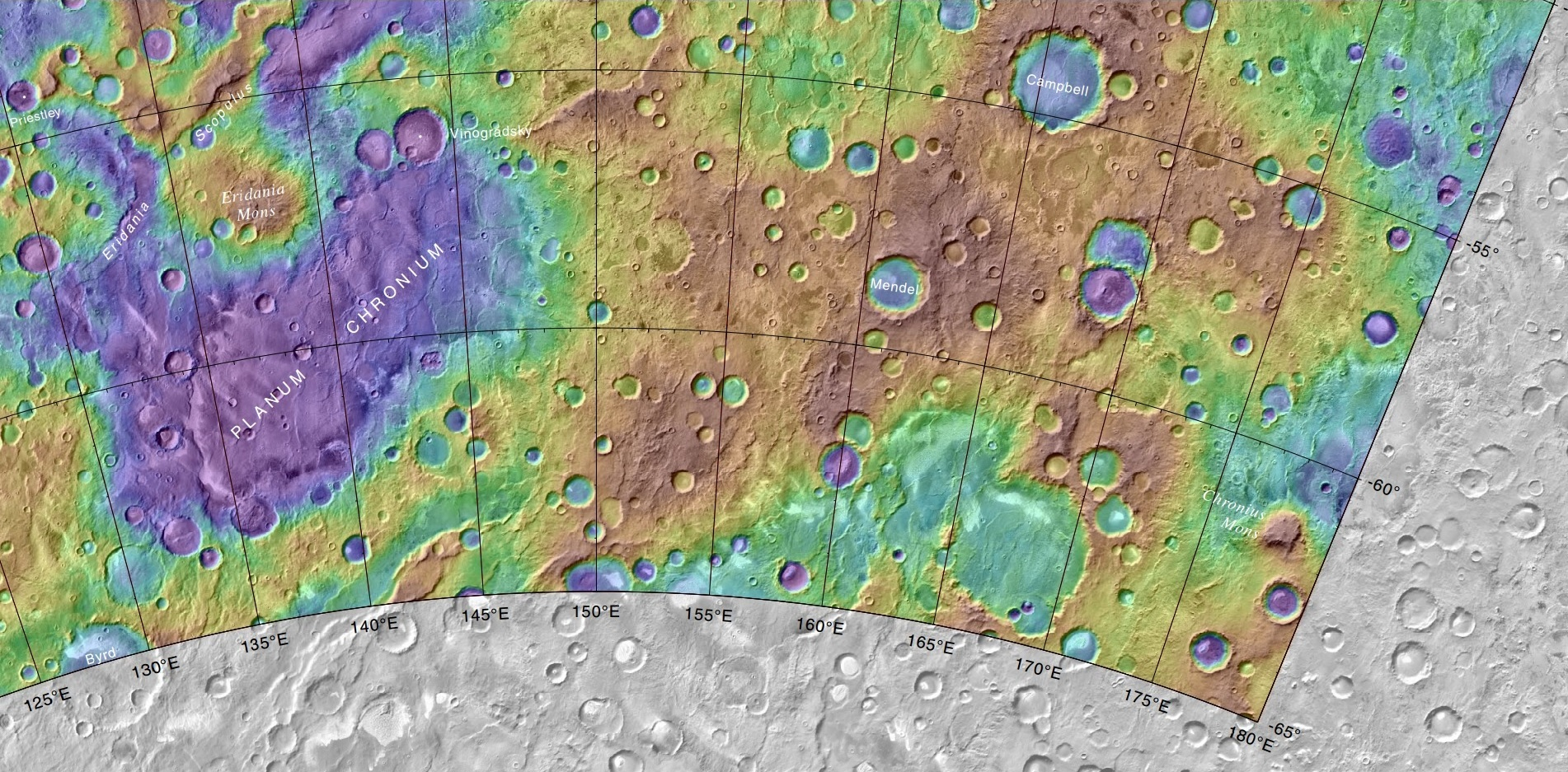
显示了孟德尔陨击坑相对于其他陨坑位置的激光高度计地图，颜色表示高程。

## 另请查看
- 火星撞击坑